# Xiuyan
Der Autonome Kreis Xiuyan der Mandschu (chinesisch 岫岩满族自治县, Pinyin Xiùyán Mǎnzú zìzhìxiàn; mandschurisch ᠰᡳᡠᠶᠠᠨ
ᠮᠠᠨᠵᡠ
ᠪᡝᠶᡝ
ᡩᠠᠰᠠᠩᡤᠠ
ᠰᡳᠶᠠᠨ, Siuyan Manju Beye Dasangga Siyan) ist ein autonomer Kreis der Mandschu in der chinesischen Provinz Liaoning. Er gehört zum Verwaltungsgebiet der Stadt Anshan. Der autonome Kreis hat eine Fläche von 4.509 km² und zählt 413.007 Einwohner (Stand: Zensus 2020). Hauptort ist die Großgemeinde Xiuyan (岫岩镇).

## Administrative Gliederung
Auf Gemeindeebene setzt sich der autonome Kreis aus fünfzehn Großgemeinden und sieben Gemeinden zusammen. Diese sind:
- Großgemeinde Xiuyan 岫岩镇
- Großgemeinde Sanjiazi 三家子镇
- Großgemeinde Shimiaozi 石庙子镇
- Großgemeinde Huanghuadian 黄花甸镇
- Großgemeinde Dayingzi 大营子镇
- Großgemeinde Suzigou 苏子沟镇
- Großgemeinde Biling 偏岭镇
- Großgemeinde Hadabei 哈达碑镇
- Großgemeinde Xindian 新甸镇
- Großgemeinde Yanghe 洋河镇
- Großgemeinde Yangjiabao 杨家堡镇
- Großgemeinde Tanggou 汤沟镇
- Großgemeinde Shihuiyao 石灰窑镇
- Großgemeinde Qianyingzi  前营子镇
- Großgemeinde Longtan 龙潭镇

- Gemeinde Muniu 牧牛乡
- Gemeinde Jiucaigou 韭菜沟乡
- Gemeinde Dafangjian 大房身乡
- Gemeinde Zhaoyang 朝阳乡
- Gemeinde Hongqi Yingzi 红旗营子乡
- Gemeinde Linggou 岭沟乡
- Gemeinde Shaozihe 哨子河乡

In der Großgemeinde Xiuyan befindet sich das Mandschu-Museum (Manzu bowuguan). 